# Прапор Островів Теркс і Кайкос
Прапор островів Теркс і Кайкос — один з офіційних символів Теркс і Кайкосу. Офіційно затверджений 7 листопада 1968 року. У 1999 році прапор було дещо змінено. Співвідношення сторін прапора 1:2.
На полотні синього кольору у лівому верхньому куті зображений прапор Великої Британії. З правої сторони розміщено герб Островів Теркс і Кайкос.

## Галерея

Колоніальний прапор 1889 — 7 листопада 1968
Прапор губернатора
Торговий прапор